# (You’re the) Devil in Disguise
| Оценки критиков | Оценки критиков |
| Источник        | Оценка          |
| --------------- | --------------- |
| AllMusic        | Без оценки      |

«(You’re the) Devil in Disguise» (рус. (Ты —) замаскировавшийся дьявол) —  песня Элвиса Пресли.
В США в 1963 году в журнале «Билборд» песня «(You’re the) Devil in Disguise» в исполнении Элвиса Пресли достигла 3 места в чарте Hot 100 (суммарный чарт синглов в разных жанрах поп-музыки, главный хит-парад этого журнала) и 9 места в чарте синглов в жанре ритм-н-блюза (который теперь называется Hot R&B/Hip-Hop Songs).

## Чарты и вертификации

### Недельные чарты
| Чарт (1963)                       | Наив. поз. |
| --------------------------------- | ---------- |
| Бельгия/Валлония (Ultratop 50)    | 1          |
| Канада (CHUM Chart)               | 1          |
| Финляндия (Finnish Singles Chart) | 1          |
| Франция (SNICP)                   | 1          |
| Ирландия (IRMA)                   | 1          |
| Нидерланды (Single Top 100)       | 1          |
| Новая Зеландия (NZFPI)            | 3          |
| Норвегия (VG-lista)               | 1          |
| Великобритания (OCC UK Singles)   | 1          |
| США (Billboard Hot 100)           | 3          |
| Великобритания (Hot R&B Sides)    | 9          |
| ФРГ (GfK)                         | 2          |

| Чарт (2005)                                 | Наив. поз. |
| ------------------------------------------- | ---------- |
| Европа (Billboard European Hot 100 Singles) | 11         |
| Нидерланды (Single Top 100)                 | 23         |
| Швеция (Sverigetopplistan)                  | 58         |

### Итоговые чарты за год
| Чарт (1963)    | Наив. поз. |
| -------------- | ---------- |
| США (Cash Box) | 76         |

### Итоговые чарты за десятилетие
| Чарт (1960—69)       | Наив. поз. |
| -------------------- | ---------- |
| ФРГ (Boxen-Schlager) | 107        |

### Сертификации
| Регион                                                      | Сертификация | Продажи  |
| ----------------------------------------------------------- | ------------ | -------- |
| США (RIAA)                                                  | Золотой      | 500,000^ |
| ^ Данные о тиражах приведены только на основе сертификации. |              |          |